# Offenbacher Hafen

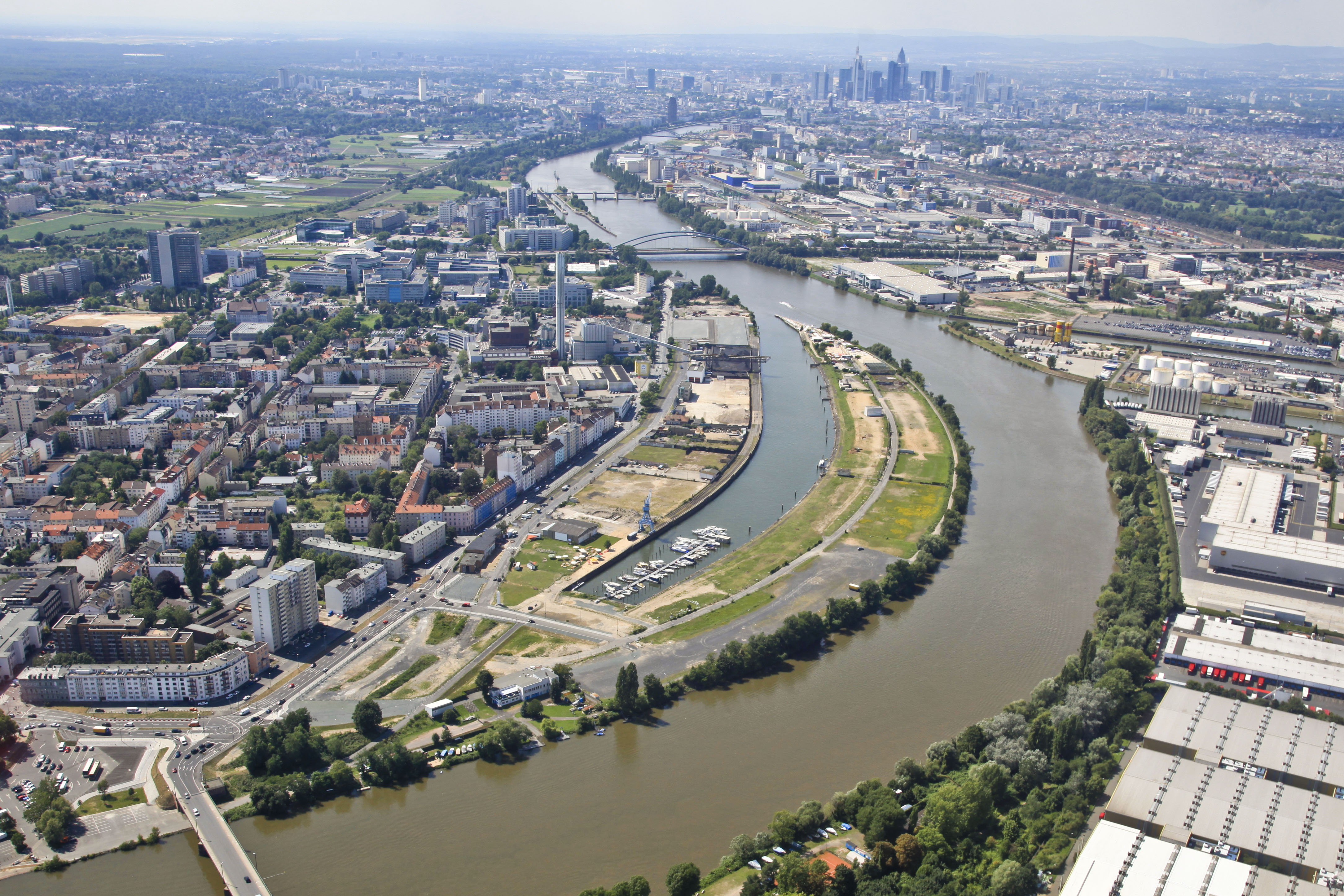
Die Offenbacher Hafeninsel nach Westen, im Hintergrund die Kaiserlei- und vorne die alte Carl-Ulrich-Brücke; 2010

Der Hafen in Offenbach am Main ist ein ehemaliger Industriehafen. Das Projekt Hafen Offenbach sieht die Urbanisierung des Hafengeländes vor.

## Lage

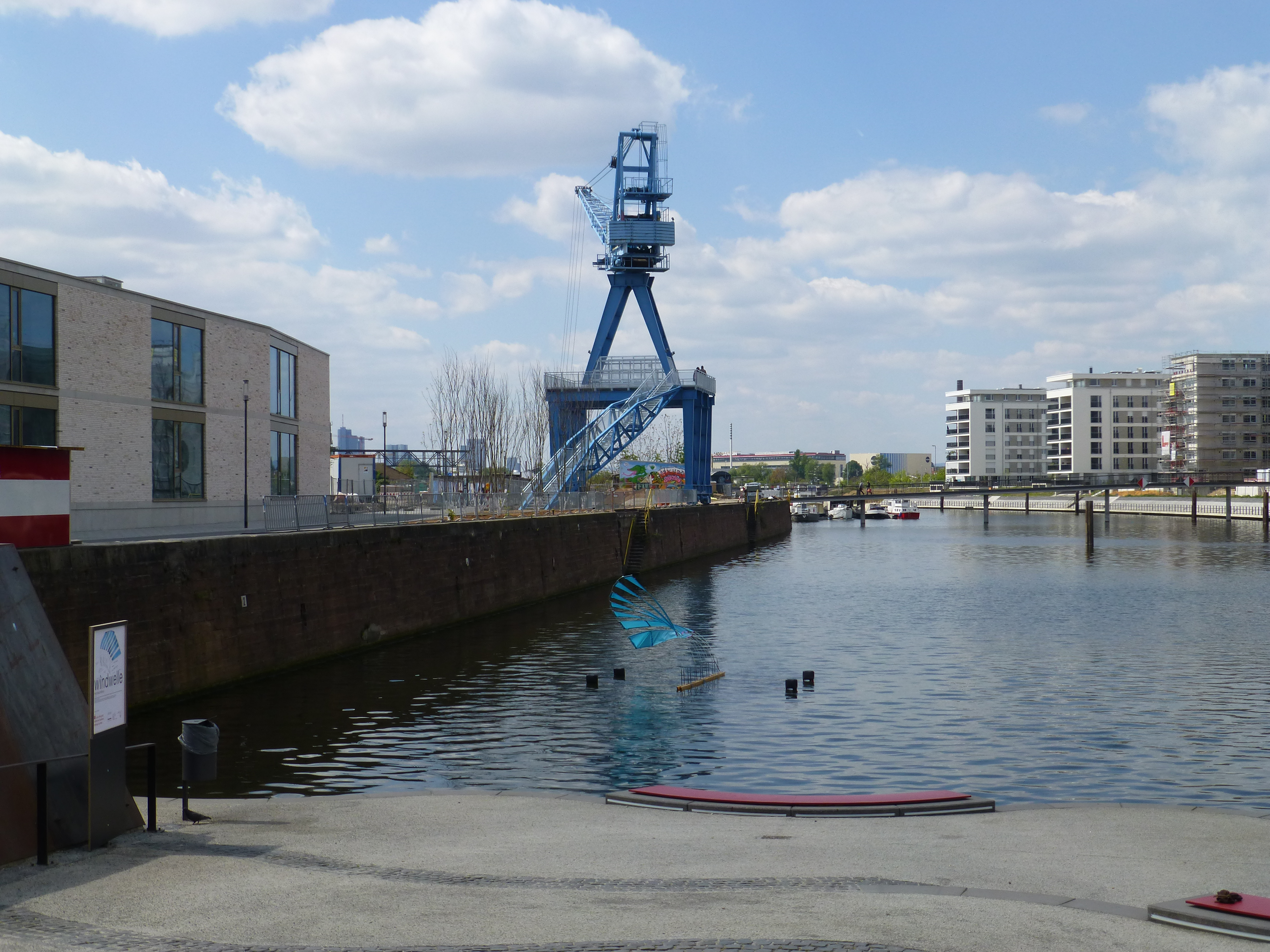
Blauer Kran am Südrand des Hafenbeckens

Der Offenbacher Hafen mit seiner markanten Hafeninsel liegt westlich des Innenstadtbereichs von Offenbach, die Westseite beginnend im Stadtteil Kaiserlei, zwischen der Kaiserlei- und der Carl-Ulrich-Brücke. Die Bauarbeiten für den Hafen begannen 1899; am 15. September 1902 wurde der Hafen eingeweiht. Das Hafenbecken ist 65 Meter breit und 770 Meter lang. Die nördlich liegende Hafeninsel und die südlich am Mainufer liegenden Flächen sind knapp 30 Hektar groß und wurden bis Anfang des 21. Jahrhunderts als Hafen und industriell genutzt.
Das Gebiet ist, nebst der inzwischen abgebauten Hafenbahn, Teil des Projektes Route der Industriekultur Rhein-Main. Am Südrand des Hafenbeckens verläuft der Main-Radweg, der Teil der D-Route 5 ist, einem von Saarbrücken bis zur tschechischen Grenze verlaufenden Radfernwegs.
Unmittelbar am Radweg steht der schon länger stillgelegte Blaue Kran (⊙), der als Relikt des ehemaligen Industriehafens heute als dessen Wahrzeichen gilt. Der 26 m hohe Hafenkran wurde in Kooperation des Regionalparks Rhein-Main und dem Land Hessen zu einem begehbaren Kunstwerk mit neun Meter hoch liegender Aussichtsplattform umgewandelt und am 28. April 2017 eröffnet.

## Projekt Hafen Offenbach

### Planung

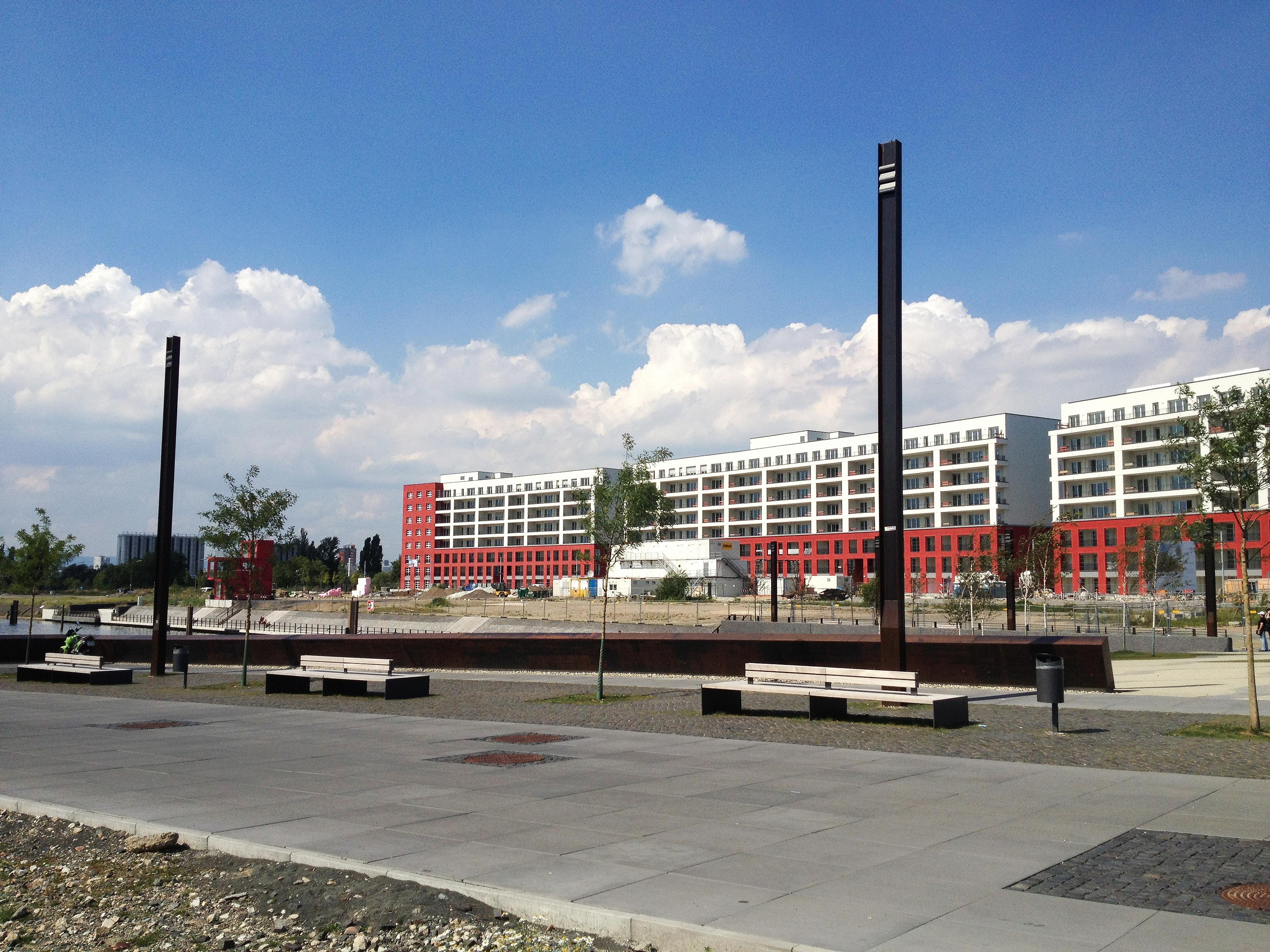
Im Hintergrund: Mainzeile Offenbach der ABG Frankfurt Holding (2013). Im Vordergrund: Hafentreppe

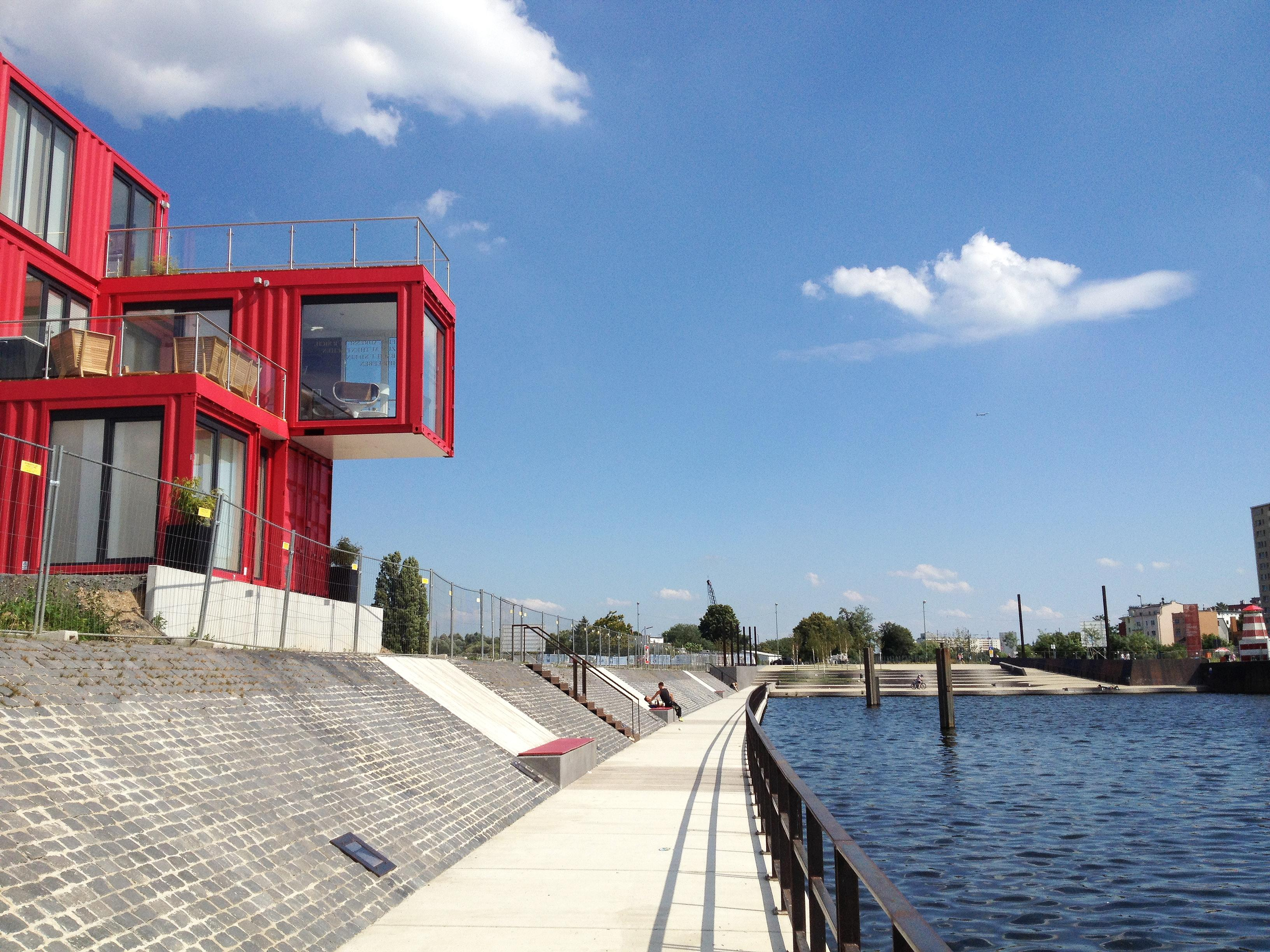
Links: Promenade. Rechts: Hafenbecken in Richtung Hafentreppe (2013)

Die Offenbacher Projektentwicklungsgesellschaft, eine Tochter der Stadtwerke Offenbach Holding, plant mit der Stadt Offenbach die zukünftige Entwicklung des Hafengeländes zu einem neuen Wohn- und Bürogebiet. Für die Projekt- und Grundstücksentwicklung des Offenbacher Hafens wurde die Mainviertel Offenbach GmbH & Co. KG gegründet. Für die Erschließung des Hafengeländes sind 61 Millionen Euro eingeplant.
Das ehemalige Gelände des Industriehafens soll auf einer Gesamtfläche von 256.000 Quadratmetern zu einem neuen Stadtviertel mit Wohn-, Büro-, Hochschul-, Schul- und Einzelhandelsflächen entwickelt werden. Bis 2020 sollen dort bis zu 1000 Menschen leben und 10.000 Personen arbeiten und studieren. Zwischen den Baugebieten sind kleinere öffentliche Grünflächen geplant, wie zum Beispiel die Parkanlagen Unterer und Oberer Molenpark. Das Verhältnis der bebauten Fläche zur Freifläche beträgt laut Bebauungsplan rund 50/50. Im südlichen Uferbereich ist ein Hafencampus mit Grundschule, Kindertagesstätte und einem zentral gelegenen Neubau der Hochschule für Gestaltung geplant.
Zur weiteren Erschließung des Hafenareals sind je eine Straßen- und eine Fußgängerbrücke im Bau, welche die Hafeninsel mit dem Nordring und Nordend besser verbinden sollen.

### Entwicklung und Baufortschritt
Erste Erschließungsarbeiten für das Hafenareal wurden im Jahr 2009 aufgenommen. Hier kam es zu Umbaumaßnahmen am Kreuzungsbereich der Carl-Ulrich-Brücke und zu Änderungen der Verkehrsführung.
Verzögerungen in der Planfeststellung hatte es gegeben, weil die gewerblichen Anlieger auf der nördlichen Frankfurter Seite des Mains befürchteten, die neuen Mieter und Anlieger könnten Emissions- und Schallschutzforderungen geltend machen. Im September 2010 wurde in einem außergerichtlichen Vergleichsvertrag unter anderem ausgehandelt, dass die nördlichen Wohn- und Geschäftsbauten auf der Hafeninsel wasserseitig mit Schallschutz ausgestattet werden.
Im Jahr 2011 wurden die Erschließungsarbeiten fortgesetzt. Insbesondere wurde die Hafenstraße ausgebaut und erste Grünflächen angelegt.

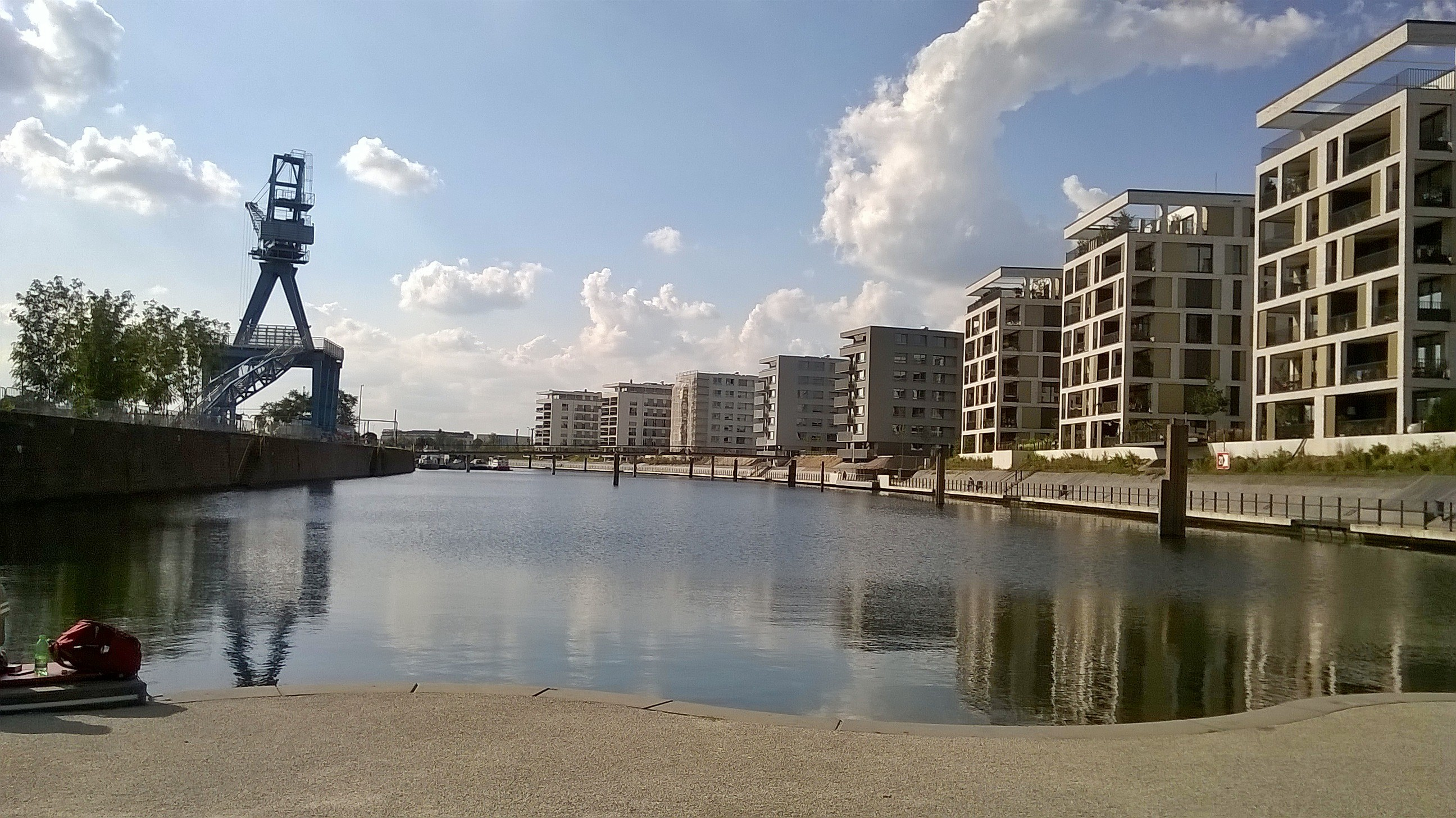
Blick über die Wohnlage

Baubeginn für die ersten Wohnbauten war im August 2011. Die ABG Frankfurt Holding realisierte bis 2013 das Wohnungsbauprojekt Mainzeile Offenbach. Als erster Investor hat die ABG 50 Millionen Euro in die Fertigstellung von 178 Mietwohnungen investiert. Hierdurch wurden bereits 7.020 Quadratmeter des Hafenareals bebaut.
Der 3.200 Quadratmeter große Obere Molenpark wurde im Mai 2012 eröffnet. Die zum Hafenbecken führende Hafentreppe ist westlicher Teil des geplanten zentralen Hafenplatzes und wurde im April 2013 eröffnet. Durch eine ebenfalls fertiggestellte schmale Promenade wird die Hafentreppe mit dem Molenpark verbunden.
Im Juli 2013 wurde bekannt, dass die Saint-Gobain Building Distribution Deutschland ihre neue Deutschlandzentrale mit 210 Mitarbeitern auf der Hafeninsel errichten will. Gebaut wurde ein siebengeschossiges Bürogebäude mit einer Nutzfläche von 6.500 Quadratmetern und einem Investitionsvolumen von 20 Millionen Euro. Der im Herbst 2013 begonnene Bau war im Frühjahr 2015 bezugsfertig.
Im Februar 2014 wurde mit dem 1. Bauabschnitt der nördlich der Hafentreppe liegenden Wohnanlage Hafengold begonnen. In insgesamt neun sechsstöckigen Häusern sind bis 2016 152 Eigentumswohnungen errichtet worden. Anfang 2015 begann der 1. Bauabschnitt des Projekts Hafeninsel-Mitte. Bis Mitte 2016 sollen in diesem Abschnitt 68 weitere Eigentumswohnungen entstehen.

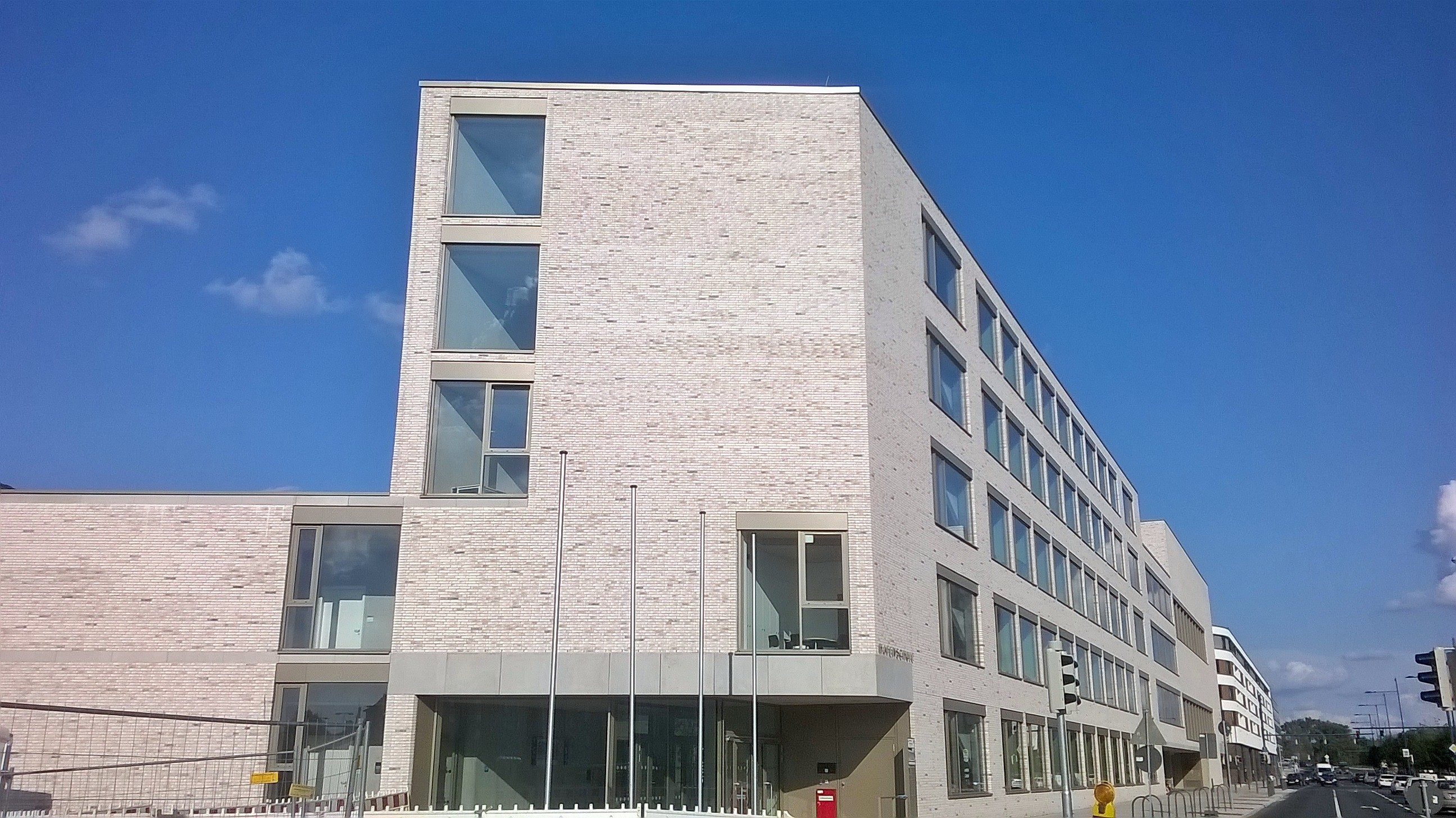
Hafenschule Offenbach am Main

Im Mai 2015 wurde mit dem Bau der Grundschule mit Kita auf dem östlichen Grundstück am damaligen Nordring begonnen. Der kellerlose Baukörper schließt die Hafenmole nach Süden ab und wirkt als Schallschutz gegen die Lärmbelastungen vom Verkehr auf der Hafenallee. Zum Schuljahr 2017/2018 wurde die Schule offiziell eröffnet. Die vierzügige Grundschule mit zwei Vorklassen bietet 420 Kindern Platz. Für 170 weitere steht eine Kita zur Verfügung, außerdem wird eine Hortbetreuung angeboten.
Die verkehrliche Erschließung der Hafeninsel und deren Anbindung an das Nordend wurde im Juni 2014 mit den Bauarbeiten für die Straßenbrücke (etwa in der Mitte des Hafenbeckens) und der Fußgänger- und Radwegbrücke (im östlichen Teil des Hafenbeckens) begonnen. Ganz im Osten, zwischen der im Dezember 2014 neu eröffneten Carl-Ulrich-Brücke und dem Hafenbecken, wurde ebenfalls im Juni 2014 mit dem Bau des Hafencenters begonnen. Dieses als markantes Eingangstor zum Hafenviertel geplante Einkaufs- und Wohnzentrum mit einstöckigem separaten Parkhaus wurde im Dezember 2015 eröffnet und soll in das nördliche Nordend der Stadt Offenbach am Main ausstrahlen.